# Greimharting
Greimharting, am Fuß der Ratzinger Höhe gelegen, ist ein Gemeindeteil und eine Gemarkung der Gemeinde Rimsting im Landkreis Rosenheim, der Ort ist Teil der Landschaft des Chiemgaus. 

## Geschichte
Der Ort wird 1135 erstmals urkundlich erwähnt als Familiensitz der Herren von Greimharting, die wohl ihren Aufenthalt später nach Wildenwart verlegten. Die Stammburg der Familie ist verschwunden, die Steine wurden aber teilweise für das Fundament der Kirche St. Petrus und St. Leonhard verwendet. Die spätgotische Kirche wurde im 15. Jahrhundert erbaut.
1818 entstand durch das bayerische Gemeindeedikt die Gemeinde Greimharting als Selbstverwaltungskörperschaft. Bis zum 31. März 1970 eigenständig, wurde Greimharting im Zuge der bayerischen Gebietsreform zum 1. April 1970 in die Gemeinde Rimsting eingegliedert.

## Religion
Die Kirche St. Petrus und St. Leonhard in Greimharting gehört zur Pfarrei Mariä Himmelfahrt (Prien am Chiemsee) im selben Pfarrverband.